# MotoGP: Ultimate Racing Technology
MotoGP: Ultimate Racing Technology est un jeu vidéo de course, développé par Climax et édité par THQ, sorti en Europe en 2002 sur Xbox et Windows. C'est le premier jeu de la série MotoGP: Ultimate Racing Technology. Une adaptation du jeu sur Game Boy Advance et N-Gage sous le titre MotoGP.

## Accueil
- Jeuxvideo.com : 14/20[1]